# Turcomenistão nos Jogos Olímpicos de Verão de 2020
O Turcomenistão participa nos Jogos Olímpicos de Verão de 2020 em Tóquio. Originalmente programados para ocorrerem de 24 de julho a 9 de agosto de 2020, os Jogos foram adiados para 23 de julho a 8 de agosto de 2021, por causa da pandemia COVID-19. Foi a sétima participação da nação nos Jogos Olímpicos de Verão após a dissolução da União Soviética, e a primeira em que o país teve uma medalha olímpica.

## Competidores
Abaixo está a lista do número de competidores nos Jogos.
| Esporte        | Masculino | Feminino | Total |
| -------------- | --------- | -------- | ----- |
| Atletismo      | 1         | 0        | 1     |
| Halterofilismo | 3         | 2        | 5     |
| Judô           | 0         | 1        | 1     |
| Natação        | 1         | 1        | 2     |
| Total          | 5         | 4        | 9     |

## Atletismo
O Turcomenistão recebeu vaga de Universalidade da IAAF para enviar um atleta às Olimpíadas.
- Nota– As posições para os eventos de pista são em relação à bateria do atleta
- Q = Qualificado para a próxima fase
- q = Qualificado para a próxima fase como o perdedor mais rápido ou, em eventos de campo, pela posição sem atingir o alvo para qualificação
- NR = Recorde nacional
- N/A = Fase não aplicável para o evento
- Bye = Atleta não precisou disputar aquela fase

Eventos de campo
| Atleta          | Evento                          | Qualificação | Qualificação | Final    | Final    |
| Atleta          | Evento                          | Distância    | Posição      | Distance | Position |
| --------------- | ------------------------------- | ------------ | ------------ | -------- | -------- |
| Mergen Mämmedow | Lançamento de martelo masculino |              |              |          |          |

## Halterofilismo
Halterofilistas turcomenos qualificaram para cinco vagas nos Jogos, com base no Ranking de Qualificação de 11 de junho de 2021.
| Atleta                | Evento            | Arranque  | Arranque | Arremesso | Arremesso | Total | Posição          |
| Atleta                | Evento            | Resultado | Posição  | Resultado | Posição   | Total | Posição          |
| --------------------- | ----------------- | --------- | -------- | --------- | --------- | ----- | ---------------- |
| Rejepbaý Rejepow      | -81 kg masculino  |           |          |           |           |       |                  |
| Öwez Öwezow           | -109 kg masculino |           |          |           |           |       |                  |
| Hojamuhammet Toýçyýew | +109 kg masculino |           |          |           |           |       |                  |
| Kristina Şermetowa    | -55 kg feminino   | 90        | 5        | 115       | 5         | 205   | 6                |
| Polina Gurýewa        | -59 kg feminino   | 96        | 2        | 121       | 2         | 217   | Medalha de prata |

## Judô
O Turcomenistão inscreveu uma judoca para o torneio olímpico com base no ranking olímpico individual da International Judo Federation.
Feminino
| Gulbadam Babamuratova | –52 kg | ISR Gili Cohen D 00-10 | Não avançou |

## Natação
O Turcomenistão recebeu um convite de Universalidade da FINA para enviar seus nadadores de melhor ranking (um por gênero) para o respectivo evento individual nas Olimpíadas, baseado no Sistema de Pontos da FINA de 28 de junho de 2021. Será a estreia da nação no esporte.
| Atleta          | Evento                 | Eliminatória | Eliminatória | Semifinal   | Semifinal | Final | Final   |
| Atleta          | Evento                 | Tempo        | Posição      | Tempo       | Posição   | Tempo | Posição |
| --------------- | ---------------------- | ------------ | ------------ | ----------- | --------- | ----- | ------- |
| Merdan Ataýew   | 100 m costas masculino | 55.24        | 34           | Não avançou |           |       |         |
| Merdan Ataýew   | 200 m costas masculino |              |              |             |           |       |         |
| Darya Semyonova | 100 m peito feminino   | 1:16.37      | 39           | Não avançou |           |       |         |